# Nêne
Pour les articles homonymes, voir Nêne (homonymie).
Nêne est un roman d'Ernest Pérochon publié aux éditions Plon en 1920. Il reçoit le prix Goncourt la même année.

## Historique
Le roman reçoit en 1920 le prix Goncourt, dont le jury se réunit pour la première fois au restaurant Drouant.

## Résumé

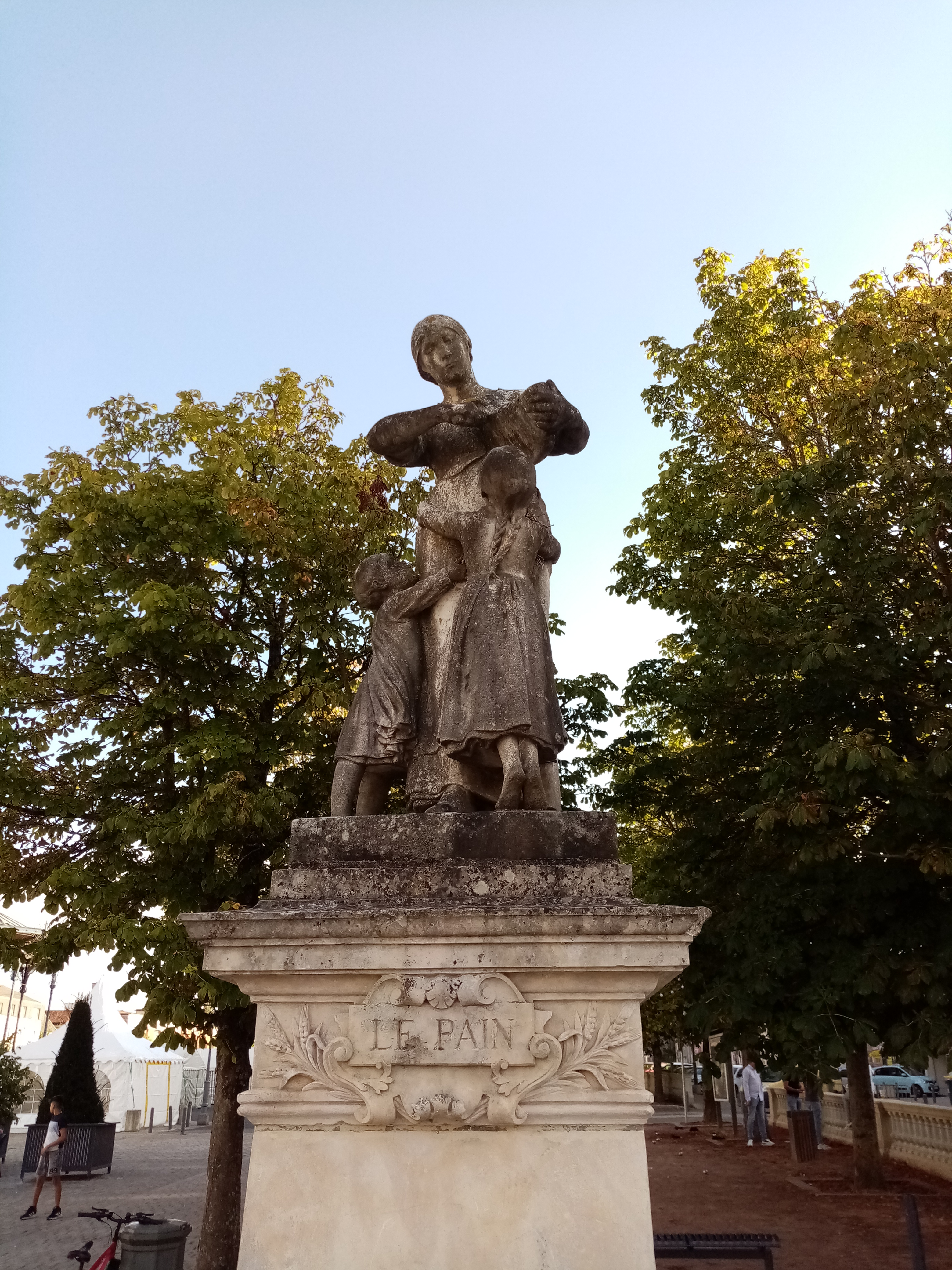
Le Pain représente deux enfants accrochés à une jeune femme qui s'apprête à leur couper du pain. Ayant étudié puis enseigné à Parthenay, Ernest Pérochon connaissait nécessairement cette statue érigée en 1886, Place du Drapeau.

Le roman raconte quatre années de la vie de Madeleine Clarandeau, femme qui a été engagée par Michel Corbier, de la ferme des Moulinettes, en tant que servante. Corbier est veuf et a deux enfants.
L'histoire se déroule autour du village de Saint-Ambroise, que l'auteur a situé dans le bocage vendéen. Madeleine appartient à une famille « dissidente », de la « Petite Église », groupe religieux issu du refus du concordat de Bonaparte par les catholiques ultratraditionalistes.
Peu à peu, Madeleine prend une place prépondérante dans l'éducation des deux enfants de Corbier et dans l'organisation du travail à la ferme des Moulinettes.
Autour de Madeleine évoluent d'autres personnages, dont son frère Jean dit « Cuirassier », le valet Boiseriot (ennemi de Corbier et de Madeleine) et sa nièce, la jeune Violette, aimée de Cuirassier, qui finit par épouser Corbier et par chasser Madeleine de la ferme.

## Éditions
- Nêne, aux éditions Plon, Paris, 1914.